# Abramcewo

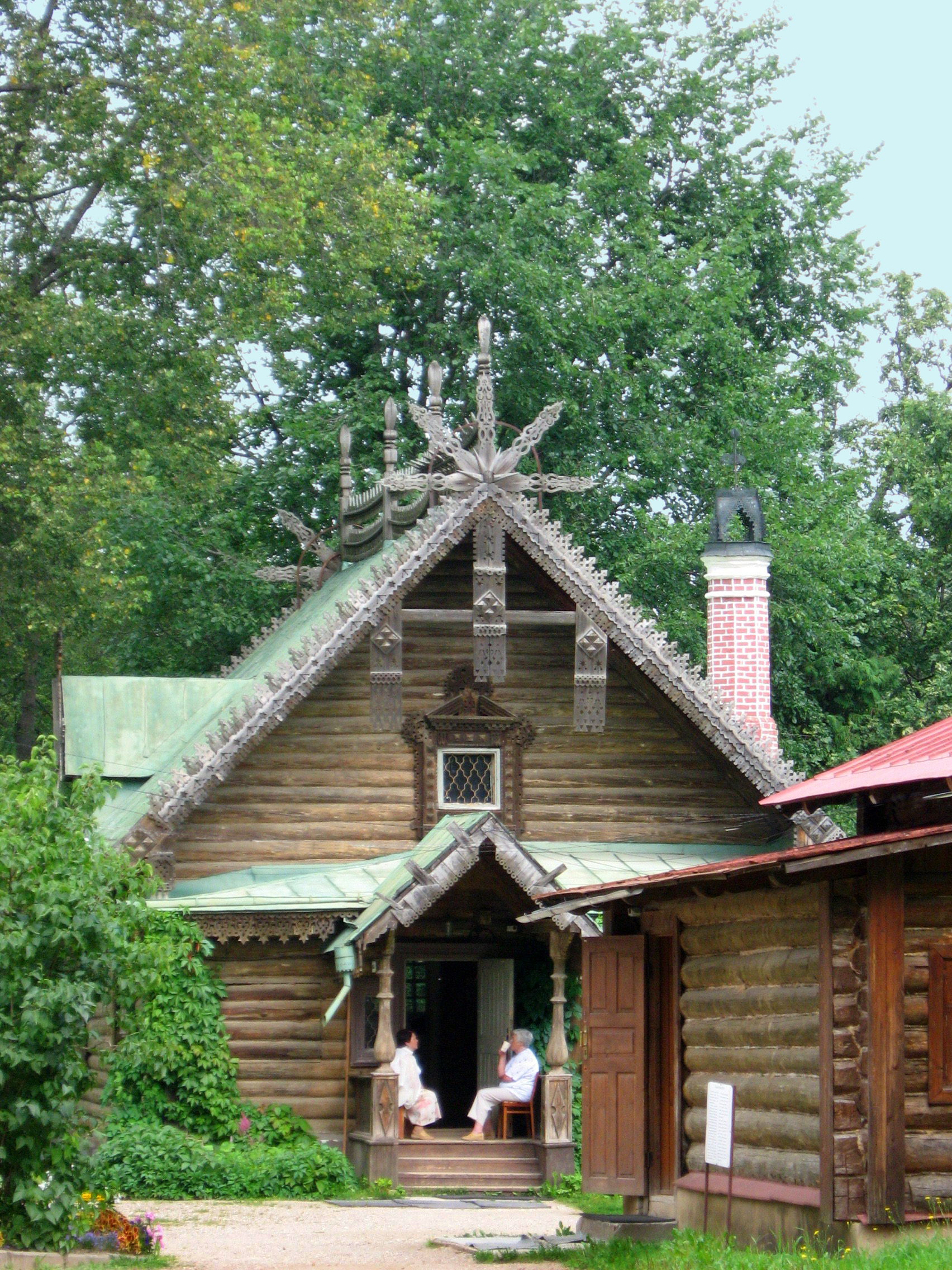
Dom (stylizacja starorosyjskiej architektury drewnianej) w muzeum w Abramcewie (obecnie wystawa prac Michaiła Wrubla)

Abramcewo (ros. Абрамцево) – wieś w Rosji w rejonie sergijewo-posadskim obwodu moskiewskiego, znana z ośrodka artystycznego stworzonego przez przemysłowca Sawwę Mamontowa.
W roku 1843 posiadłość wiejską nabył pisarz Siergiej Aksakow i stworzył tam miejsce spotkań artystów. W Abramcewie bywali wtedy Nikołaj Gogol, Iwan Turgieniew i Fiodor Tiutczew.
W roku 1870 posiadłość odkupił przemysłowiec i mecenas sztuki Sawwa Mamontow. Rezydencja w Abramcewie stała się miejscem spotkań wybitnych malarzy i rzeźbiarzy, a także kompozytorów, aktorów, architektów i śpiewaków. Bywali tam m.in. Ilja Riepin, Walentin Sierow, Wiktor Wasniecow i Michaił Wrubel.
W latach 1870–1885 na zlecenie Mamontowa zbudowano w Abramcewie kolonię budowli w stylu starorosyjskim, oddanych do dyspozycji goszczących tam artystów, oraz cerkiew i tradycyjną rosyjską łaźnię.
Po śmierci Mamontowa w 1918 roku Abramcewo przeszło na własność państwa i zostało przekształcone w ośrodek muzealno-artystyczny, stanowiący atrakcję turystyczną.
Abramcewo położone jest przy szosie A-108 i posiada przystanek kolejowy na 57. kilometrze od Moskwy na kolei transsyberyjskiej.